# تيري إدا ميلر
تيري إدا ميلر (بالإنجليزية: Terri Edda Miller)‏ هي كاتبة سيناريو أمريكية، ولدت في 13 مارس 1966.

## وصلات خارجية
- تيري إدا ميلر على موقع IMDb (الإنجليزية)
- تيري إدا ميلر على موقع ألو سيني (الفرنسية)
- تيري إدا ميلر على موقع أول موفي (الإنجليزية)
- تيري إدا ميلر على موقع قاعدة بيانات الفيلم (الإنجليزية)
- تيري إدا ميلر على موقع كينوبويسك (الروسية)